# Stanisław Tyszka
Stanisław Tyszka, né le 11 avril 1979, est un juriste, historien du droit et homme politique polonais. Il a été le député à la Diète de la République de Pologne de 2015 à 2024. Il est ensuite député au Parlement européen depuis 2024.

## Biographie
Stanisław Tyszka, né le 11 avril 1979 à Varsovie, fait ses études à la Faculté de droit et d'administration de l'université de Varsovie. Il étudie également la philosophie à l'université Jagellonne de Cracovie et la sociologie à l'université Charles de Prague. Il soutient en 2011 un doctorat au département d'histoire et civilisation de l'Institut universitaire européen de Florence.
Il est recruté comme maître de conférence à la faculté de sciences sociales appliquées et de resocialisation de l'université de Varsovie (d) et prend la direction du centre d'analyse du think tank conservateur Fundacja Republikańska (d). En 2012, il devient conseiller sur la déréglementation du ministre de la Justice, Jarosław Gowin et adhère brièvement au parti de celui-ci. 
En 2015 il rejoint le chanteur Paweł Kukiz qui se lance en politique, et contribue à la rédaction de son programme présidentiel. Il est élu député à la Diète de la république de Pologne en 2015 avec le mouvement Kukiz'15. Il est réélu en 2019 sous l'étiquette du même parti (allié avec le parti paysan PSL) et en 2023 comme membre du nouveau parti Nouvel espoir sur la liste de la Confédération. Il est élu président de son groupe parlementaire.
En juin 2024, Stanisław Tyszka, candidat sur la liste de la Confédération, est élu député européen. Avec l'Allemand René Aust, il préside au Parlement européen le groupe d'extrême droite L'Europe des nations souveraines.